# Germaine Hommel

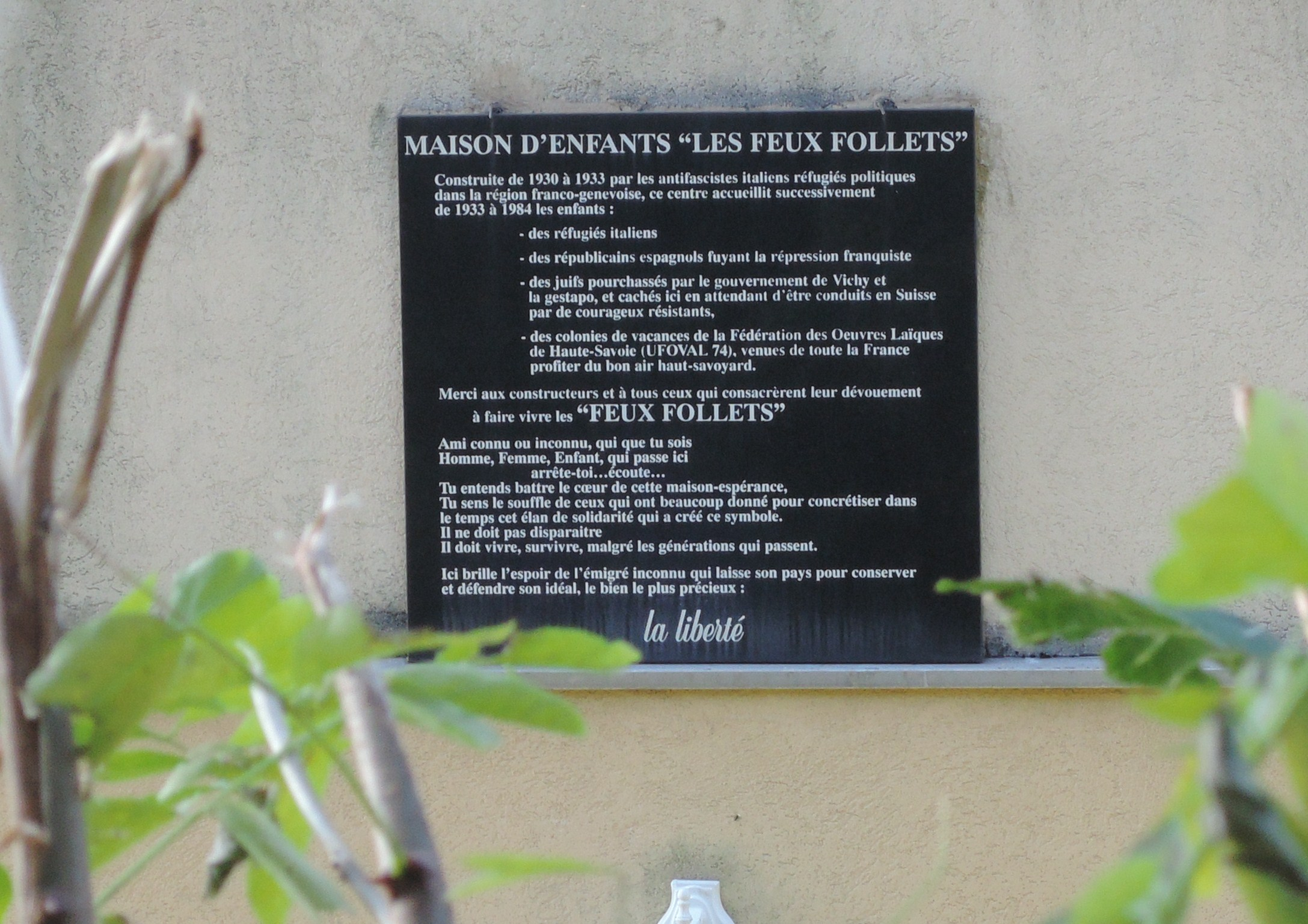
Kinderkolonie Les Feux follets in Saint-Cergues-les-Voirons (2014)

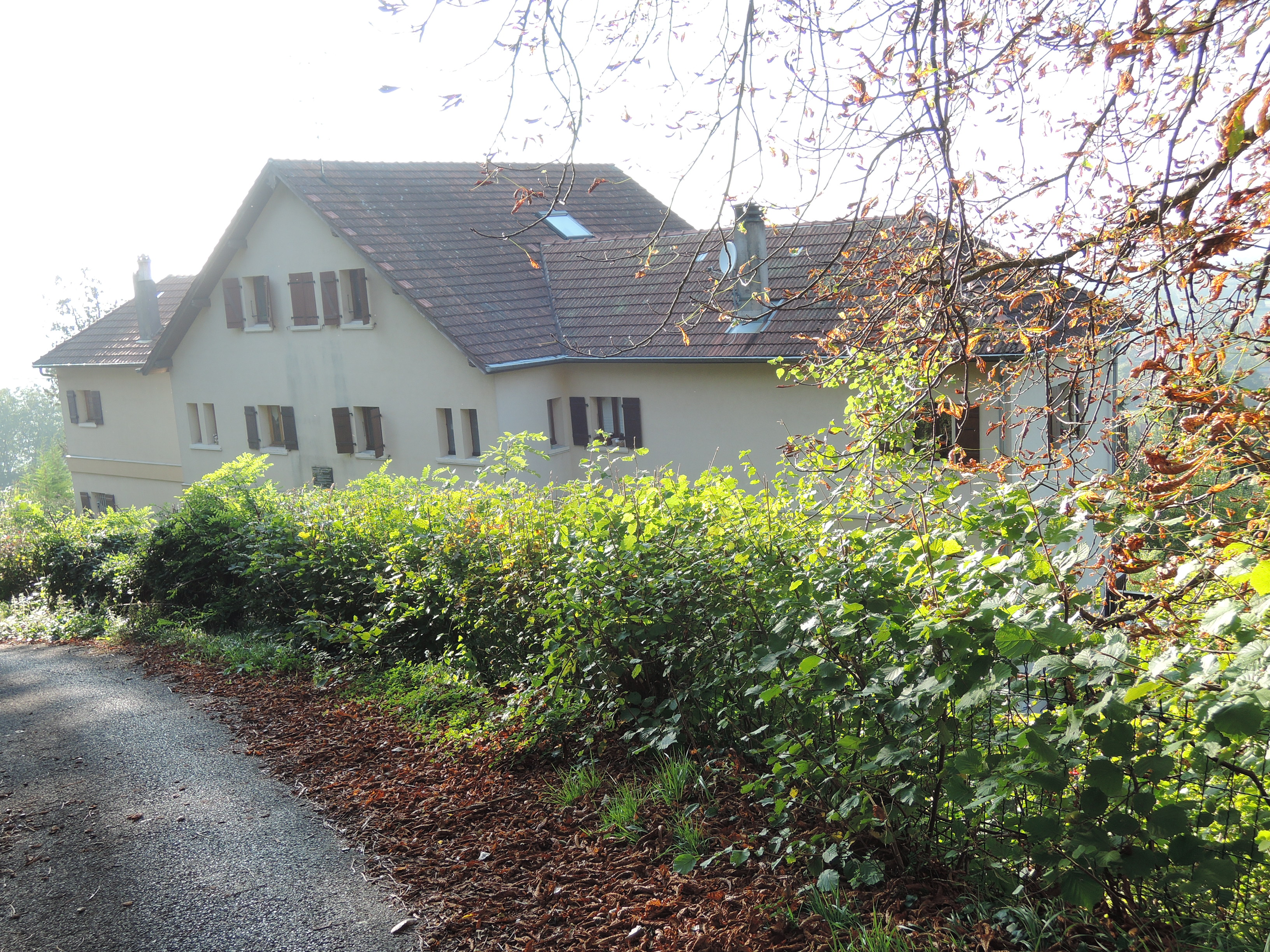
Ferienheim Feux follets in Saint-Cergues-les-Voirons (2014)

Germaine Hommel (* 20. Juni 1893 in Paris; † 30. August 1982 in Cherbourg) war eine Schweizer Fluchthelferin und Kinderheimleiterin. Sie hatte 1924 Jean Berthélemy Albessard geheiratet und erhielt das Schweizer Bürgerrecht.

## Leben
Germaine Alice Lapeyre wuchs als Tochter eines Schauspielers und einer Mechanikerin in Paris auf. Nach dem Tode ihres Mannes und Vaters ihrer beiden Kinder heiratete sie 1926 den Schweizer Juristen Gustave Hommel.
1939 übernahm sie für die Schweizerischen Arbeitsgemeinschaft für kriegsgeschädigte Kinder (SAK) (ab 1942 Kinderhilfe des Schweizerischen Roten Kreuzes) die Leitung der Kinderkolonie „Les Feux follets“ in Saint-Cergues-les-Voirons. Das Haus wurde in den 1930er Jahren von italienischen Antifaschisten, die nach Annemasse und Genf geflüchtet waren, als Ferienkolonie für ihre Kinder gebaut.
Das Dorf Saint-Cergues lag drei Kilometer von der Schweizer Grenze, gegenüber der Gemeinde Jussy im Kanton Genf. Im Zweiten Weltkrieg bekamen abgelegene Grenzdörfer eine wichtige strategische Bedeutung als Fluchtrouten für illegale Grenzübertritte (filières de passages clandestins). Neben ihrer beträchtlichen Arbeit im Kinderheim hatten sich Germaine Hommel, ihre Stellvertreterin Renée Farny und Marthe Bouvard (die Wäscheverantwortliche) auf Anfrage von Rösli Näf bereit erklärt, unter Lebensgefahr bei illegalen Grenzübertritten von zahlreichen Kindern (darunter gefährdete Jugendliche aus der Kolonie Château de la Hille) und Erwachsenen zu helfen, um sie vor der Deportation in die Vernichtungslager zu retten.
Die meist jüdischen Jugendlichen kamen in Saint-Cergues in Dreier- oder Vierergruppen an, wo sie die Nacht verbrachten und am anderen Morgen beim Spaziergang mit den anderen Kindern entlang der Grenze teilnahmen und sich unauffällig absetzten. Mit Hilfe des jungen französischen Bauern Léon Balland konnten sie sich im Wald verstecken und, wenn die Schweizer Grenzpatrouillen anderweitig beschäftigt waren, die Grenze überqueren.
Nachdem Léon Balland als Zwangsarbeiter (Service du travail obligatoire STO) nach Deutschland im Juni 1943 verschickt wurde, konnte er aus dem Zug springen und sich in den Untergrund absetzen. Die drei Frauen führten die illegalen Grenzübertritte ohne ihn weiter und Renée Farny übernahm seine Rolle. Nach einem missglückten Fluchtversuch beschloss der Ausschuss der SRK Kinderhilfe wegen Verletzung der Neutralitätsregel im Februar 1943 ihre Versetzung.
Als die Deutschen im September 1943 die Region besetzten, wurde der Grenzübergang Tag und Nacht überwacht. Germaine Hommel engagierte sich 1943–1944 in der Résistance und wurde 1944 von den Nazis verhaftet und ins KZ Ravensbrück deportiert. Nach ihrer Befreiung aus dem Lager war sie zu 100 Prozent kriegsversehrt. Sie liess sich in Fermanville (Département Manche) in der Normandie nieder, wo sie bis zu ihrem Tode im Spital von Cherbourg blieb.
Im Mai 1944 musste die Direktorin der Kolonie Feux follets, Berta Gasser, auf Verlangen des Präfekten der Haute-Savoie eine Liste der Kinder erstellen. Die Liste blieb in der Schublade des Bürgermeistersamtes liegen und wurde nie an die Vichy-Behörde weitergeleitet.

## Ehrung
- 1958 erhielt sie das Kriegskreuz (Croix de guerre) und wurde zum Ritter der Ehrenlegion (Chevalier de la Légion d’honneur) als Unterleutnant der französischen Kampftruppen (sous-lieutenant des Forces francaises combattantes) ernannt.
- 1960 wurde sie zum Offizier der Ehrenlegion (Officier de la Légion d’honneur) als Senior Unterleutnant (ancien sous-lieutenant des Forces francaises combattantes) befördert.
- 1992 erhielten Germaine Hommel und Renée Farny anlässlich einer Feier in Saint-Cergues postum die Medaille «Gerechte der Völker»[2] zusammen mit Marthe Bouvard und dem anwesenden Léon Balland.